# Frances D'Souza
Frances Gertrude Claire D'Souza, baronesa D'Souza de Wychwood, PC, CMG (Sussex, 18 de abril de 1944) es una científica británica y miembro vitalicio de la Cámara de los Lores, la cual preside desde el 1 de septiembre de 2011.

## Biografía
Nació como Frances Gertrude Claire Russell, hija de Robert Anthony Gilbert Russell y Pauline de soltera Parmet. Recibió educación en St Mary's School de Princethorpe, y posteriormente en la University College de Londres, donde estudió antropología, graduándose en 1970. Prosiguió sus estudios en Lady Margaret Hall, obteniendo el título de doctora en filosofía (D.Phil.) de la Universidad de Oxford.
En 1959 casó con el Dr. Stanley D'Souza. Tuvieron dos hijos, divorciándose en 1974. Entre los años 1985 y 1993 estuvo casada con Martin John Griffiths. En 2003 volvió a casarse con su primer marido, el Dr. Stan D'Souza.
La hija mayor de la baronesa es la periodista Christa D'Souza, colaboradora de Vogue y The Sunday Times.
Fue nombrada compañera de la Orden de San Miguel y San Jorge (CMG) en 1999.

## Parlamento del Reino Unido
Frances D'Souza recibió el título de baronesa D'Souza de Wychwood (referido a Wychwood, en Oxfordshire), el 1 de julio de 2004. Previamente había sido crossbencher en la cámara de los Lores.
El 13 de julio de 2011 fue elegida Lord Speaker de la cámara de los Lores, comenzando su mandato en septiembre del mismo año, terminando en 2016.

## Condecoraciones y distinciones
- - CMG (1999)
- - Baronesa (2004).